# بامباراگاهاواتا
بامباراگاهاواتا (به لاتین: Bambaragahawatta) یک منطقهٔ مسکونی در سری‌لانکا است که در استان مرکزی (سری‌لانکا) واقع شده‌است.